# Thermopiyí
Thermopiyí (Thermopigi) är en ort i Grekland.   Den ligger i prefekturen Nomós Serrón och regionen Mellersta Makedonien, i den norra delen av landet, 400 km norr om huvudstaden Aten. Thermopiyí ligger 110 meter över havet och antalet invånare är 154.
Terrängen runt Thermopiyí är kuperad åt nordost, men åt sydväst är den platt. Runt Thermopiyí är det ganska tätbefolkat, med 52 invånare per kvadratkilometer. Närmaste större samhälle är Sidirókastro, 4,2 km sydost om Thermopiyí. == Kommentarer ==
1. ↑  Framräknat ur variansen i alla höjduppgifter (DEM 3") från Viewfinder Panoramas, inom 10 km radie.[2] Mer om algoritmen finns här: Användare:Lsjbot/Algoritmer.